# Sürth
Sürth ist ein Stadtteil im Süden der Stadt Köln und gehört administrativ zum Stadtbezirk Rodenkirchen.

## Lage
Sürth liegt am westlichen Ufer des Rheins. Im Westen grenzt der Ort an die Kölner Stadtteile Godorf und Hahnwald, im Norden an Rodenkirchen und Weiß. Am gegenüberliegenden östlichen Ufer des Rheins liegen die Stadtteile Zündorf und Langel.

## Geschichte

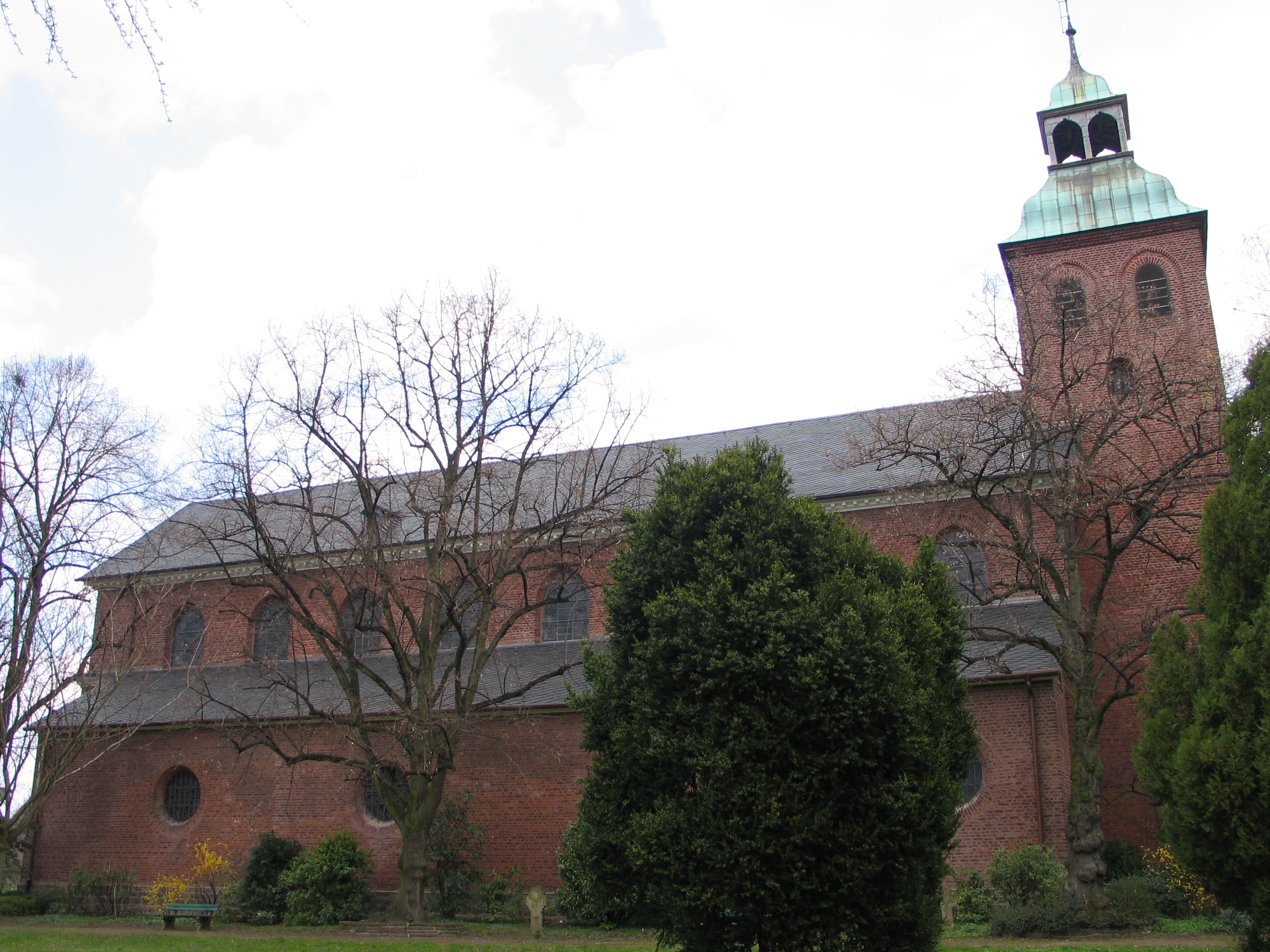
Die Pfarrkirche Sankt Remigius mit dem markanten Glockenturm als Wahrzeichen Sürths. (2007)

Die erste historische Erwähnung Sürths, damals noch als Soretha, entstammt dem Jahr 1059. Im Jahr 1067 wurden einige Besitzungen in Sorethe dem Stift Sankt Georg geschenkt. Bis ins 19. Jahrhundert lebte der Ort von Ackerbau, Fischfang und Weinanbau. Zu Ende des 19. Jahrhunderts setzte schließlich mit Gründung der Sürther Maschinenfabrik (zuerst Hammerschmidt & Wescher, später Linde) die Industrialisierung ein, an die sich zu Beginn des 20. Jahrhunderts der moderne Wohnungsbau, vorwiegend als Villenkolonien bzw. Einfamilienhäuser, anschloss. Der Ortskern konnte hingegen seine eher ländliche Struktur erhalten. Politisch gehörte Sürth seit dem Mittelalter zum Amt Brühl im damaligen Kurfürstentum Köln und gelangte mit diesem 1794 unter französische Verwaltung. Bei Einrichtung moderner Verwaltungsstrukturen wurde Sürth Teil der Mairie Rondorf im Kanton Brühl im Arrondissement de Cologne des Département de la Roer. 1815 kam Sürth an das Königreich Preußen und 1816 bei der Errichtung der Bürgermeisterei Rondorf im Landkreis Köln an diese. Nach der Umbenennung des Amtes Rondorf im Jahr 1964 wurde der Ort wiederum Teil der Gemeinde Rodenkirchen, mit der Sürth 1975 in die Stadt Köln eingemeindet wurde.

## Bevölkerungsstatistik
Struktur der Bevölkerung von Köln-Sürth (2021):
- Durchschnittsalter der Bevölkerung: 43,8 Jahre (Kölner Durchschnitt: 42,3 Jahre)
- Ausländeranteil: 10,8 % (Kölner Durchschnitt: 19,3 %)
- Arbeitslosenquote: 4,1 % (Kölner Durchschnitt: 8,6 %)

## Kultur und Sehenswürdigkeiten

### Sehenswürdigkeiten
Im Westen des Stadtteils befindet sich in den Straßen Ulmenallee, Rotdornallee und Ober Buschweg die von Sommer 1910 bis 1912 nach Plänen des Architekten und Regierungsbaumeisters Max Stirn erbaute „Landhaus-Kolonie Sürth“, die weitgehend original erhalten ist und teilweise unter Denkmalschutz steht. Sie ist eine von sehr wenigen nach einer einheitlichen Planung entstandenen geschlossenen Villenbebauungen im Kölner Raum.

### Freizeit
In Sürth existieren zwei große Sportvereine. Der VfL Sürth 1925 e. V. hat sich auf Fußball spezialisiert und trainiert rund 23 Jugendmannschaften. Seit der Fusionierung mit dem TV 06 Rodenkirchen e. V. im Jahre 2010 ist der Verein unter dem Namen FC Rheinsüd Köln 2010 e. V. aktiv. Der TV Sürth 05 e. V. bietet, mit Ausnahme von Fußball, mehrere Breitensportarten an. Die Löstige Flägelskappe Sürth 1968 rot-weiß e. V. und seit 2000 die Goldene Horde Sürth e. V. repräsentieren den Ort wiederum im Karneval. Seit 1996 bestehen zudem die Modellbahnfreunde Sürth e. V. als Interessengemeinschaft für das Modellbahnhobby, die auch eine eigene Modulanlage mit einer Gesamtlänge von etwa 35 Metern betreiben.
Seit 1957 besteht ferner die Dorfgemeinschaft Sürth e. V. als Zusammenschluss der Sürther Vereine zur Koordination der örtlichen Festivitäten, wie dem Maifest, der Kirmes und dem Seniorenfest. Die Dorfgemeinschaft prägt maßgeblich das Sürther Ortsleben und bemüht sich um die Integration von Neubürgern. Des Weiteren gibt sie die Soretha heraus, ein vierteljährlich erscheinendes Magazin über das Geschehen im Ort.

### Wachsfabrik Köln
Die Wachsfabrik Köln ist eine Künstlervereinigung. Sie hat sich auf Veranlassung und Vermittlung der Stadt Köln am 6. Oktober 1979 in einer ehemaligen Kerzen- und Wachsfabrik auf der Industriestraße gebildet. Das Gebäude besteht aus mehreren unterschiedlichen Bauteilen und einem hohen Schornstein, dem Wahrzeichen der ganzen Anlage. Anfangs lag die Wachsfabrik noch relativ abgelegen in einer agrarisch genutzten Landschaft. Heute ist sie teilweise umgeben von neuen Industrieanlagen. Das Gebäude dient den Künstlern als Wohn-, Arbeits- und Ausstellungsmöglichkeit und beinhaltet auch ein Café. Hier lebt und arbeitet auch der bildende Künstler, Grafiker und Cartoonist Josta Stapper. Zwischenzeitlich sind Teile der Anlage auch für Fernsehserien vermietet worden wie etwa die vom ZDF ausgestrahlte Sendung Roche & Böhmermann.

## Verkehr
Der Bahnhof Köln-Sürth befindet sich an der Rheinuferbahn und wird durch die KVB-Stadtbahn-Linien 16 und 17 bedient.

## Religion
In Sürth gibt es zwei Kirchen:

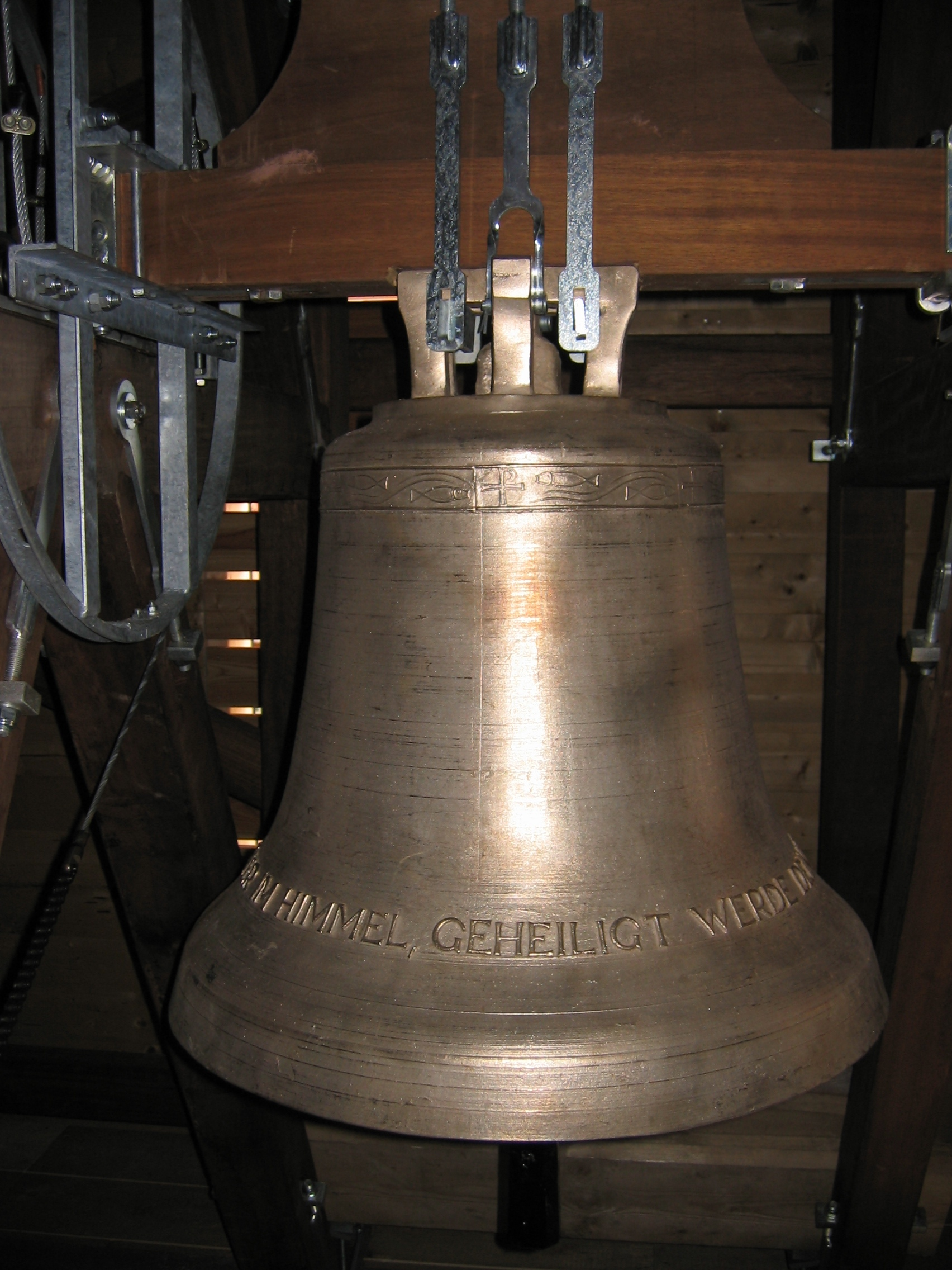
Glocke in der Auferstehungskirche (2008)

- Katholische Pfarrkirche Sankt Remigius (1830)
- Evangelische Auferstehungskirche (1981)

## Persönlichkeiten
- Helene Wachsmuth (1844–1931), Schriftstellerin
- Joseph Minten (1862–1940), Landrat in Köln
- Jacob Kaufmann (1870–1943), Theaterwerkstättenleiter und Opfer des NS-Regimes
- Theo Heiermann (1925–1996), Bildhauer und Maler
- Josta Stapper (* 1941), Künstler und Cartoonist
- Harry Blum (1944–2000), Oberbürgermeister der Stadt Köln
- Harald „Toni“ Schumacher (* 1954), Fußballer
- Andreas Graf (* 1958), Literaturwissenschaftler und Lyriker
- Anke Engelke (* 1965), Komikerin
- Lugatti & 9ine (inkl. Traya), Rapduo inklusive Hausproduzent